# جوناثان كوي
جوناثان كوي (بالإنجليزية: Jonathan Coy)‏ هو ممثل بريطاني، ولد في 24 أبريل 1953 في هامرسميث في المملكة المتحدة.

## وصلات خارجية
- جوناثان كوي على موقع IMDb (الإنجليزية)
- جوناثان كوي على موقع ألو سيني (الفرنسية)
- جوناثان كوي على موقع أول موفي (الإنجليزية)
- جوناثان كوي على موقع قاعدة بيانات الأفلام السويدية (السويدية)
- جوناثان كوي على موقع قاعدة بيانات الفيلم (الإنجليزية)
- جوناثان كوي على موقع كينوبويسك (الروسية)